# Jászfényszaru vasútállomás
Jászfényszaru vasútállomás egy Jász-Nagykun-Szolnok vármegyei vasútállomás, Jászfényszaru városában, a MÁV üzemeltetésében. A központtól mintegy 2 kilométer távolságra északkeletre, külterületen helyezkedik el, a 32-es főút régi nyomvonala (a mai 32 136-os számú mellékút) vasúti keresztezésének déli oldalán; közúti elérését az abból kiágazó 32 331-es számú mellékút biztosítja.

## Vasútvonalak
Az állomást az alábbi vasútvonalak érintik:
- Hatvan–Újszász-vasútvonal

## Kapcsolódó állomások
A vasútállomáshoz az alábbi állomások vannak a legközelebb:
- Hatvan vasútállomás (Hatvan–Újszász-vasútvonal)
- Pusztamonostor vasútállomás (Hatvan–Újszász-vasútvonal)

## Forgalom
| Járat | Útvonal | Gyakoriság |
| ----- | --- | ---------- |
| S820  | Hatvan – Jászfényszaru – Pusztamonostor – Jászberény – Meggyespele – Portelek – Jászboldogháza-Jánoshida – Újszász – Zagyvarékas – Szolnok | Óránként   |

## Érdekességek
A vasútállomás pontosan 5126 méterre fekszik a Zagyva partjától, ami pont Jászfényszaru irányítószáma.